# Anna Schuleit

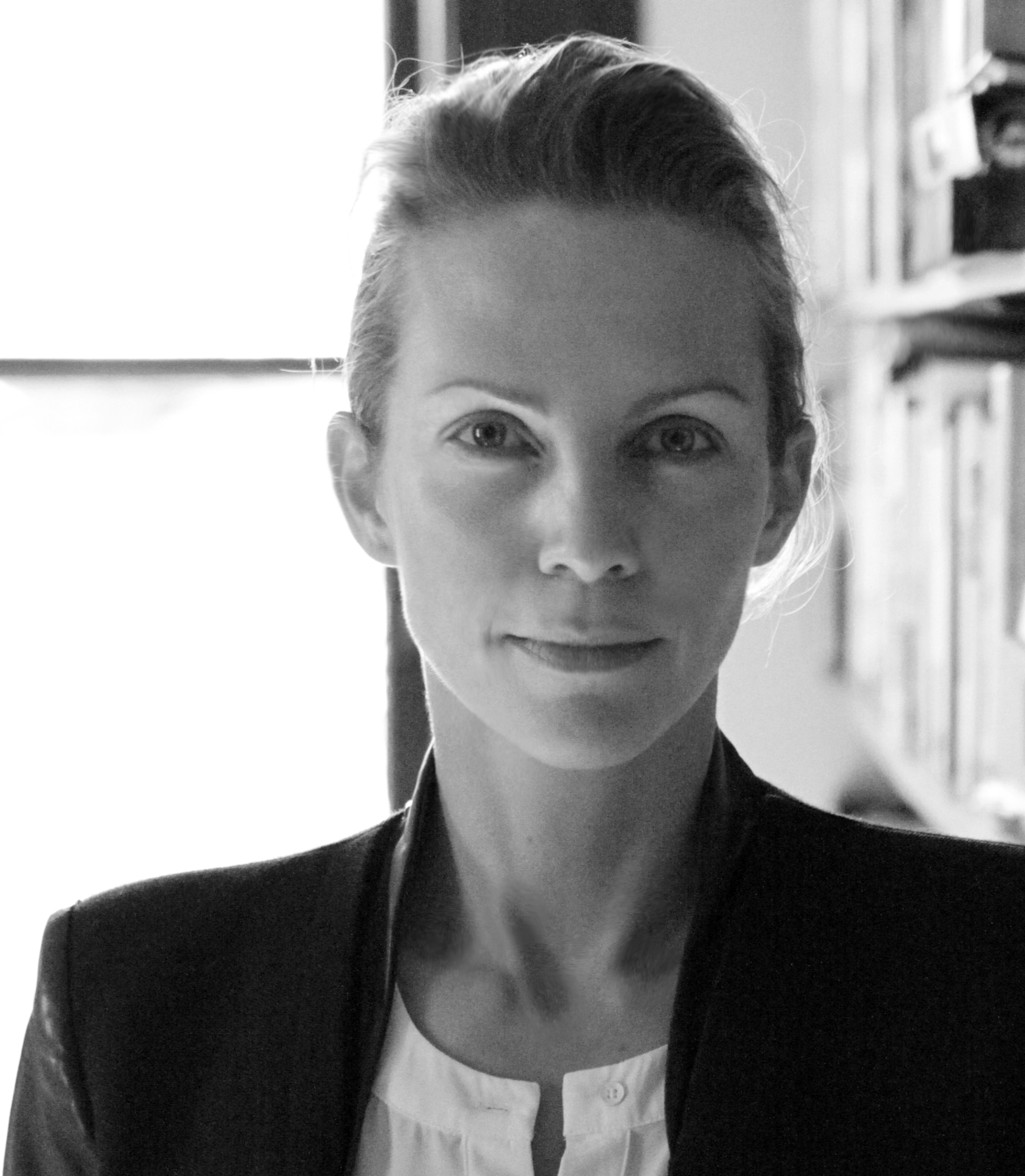
Anna Schuleit Haber (2014)

Anna Schuleit (* 1974 in Mainz) ist eine deutsch-US-amerikanische Malerin und Installationskünstlerin.
Anna Schuleit studierte Malerei in den USA. Sie erwarb 1998 den Abschluss Bachelor of Fine Arts an der Rhode Island School of Design und 2005 den Master of Arts am Dartmouth College. Sie lebt seit 1994 in den USA.
Im Juli 2006 erhielt sie ein Forschungsstipendium am Radcliffe Institute for Advanced Studies der Harvard University. Im gleichen Jahr wurde sie zum MacArthur-Stipendiaten der MacArthur-Stiftung in Chicago ernannt. Diese Auszeichnung wird auch als „Genie-Preis“ bezeichnet, da das Preisgeld ohne Auflagen oder Einschränkungen an die Preisträger als Anerkennung ihres „zukünftigen kreativen Potentials“ vergeben wird.
Seitdem arbeitet sie an einer Serie von Gemälden, die erstmals im Herbst 2009 unter dem Titel "Two People Ago" in der Coleman Burke Gallery in New York ausgestellt wurden.

## Auszeichnungen
- Liguria Study Center, Bogliasco, Italien, Fellowship, 2009
- Bowdoin College, Brunswick, Maine, Visiting Artist, 2008
- MacArthur Fellowship, MacArthur Foundation, Chicago
- Radcliffe Institute for Advanced Studies, Harvard University, Fellowship, 2006–07
- MacDowell Colony, NH, Artist Fellowship, 2006
- Yaddo, NY, Artist Fellowship, 2005
- Graduate Studies Fellowship, M.A.L.S. Dartmouth College, 2003–05
- Massachusetts Foundation for the Humanities, MA, Artist Grant, 2000
- Northampton Arts Council, MA, Artist Grant, 2000
- Rhode Island School of Design, Four-year honors, 1994–98